# Edmund Marynowski
Edmund Marynowski ps.: Sejm, Senat (ur. 14 stycznia 1913 w Warszawie, zm. 9 czerwca 2014 w Sun City West w stanie Arizona w USA) – oficer Wojska Polskiego, Polskich Sił Zbrojnych i Armii Krajowej, kapitan lotnictwa, uczestnik Powstania Warszawskiego, cichociemny. Znajomość języków: rosyjski, angielski. Zwykły Znak Spadochronowy nr 0191, Bojowy Znak Spadochronowy nr 1559.

## Życiorys
Uczył się w Państwowej Szkole Technicznej (z Wydziałem Lotniczym i Samochodowym) w Warszawie, w 1933 zdał egzamin dojrzałości. Do stycznia 1934 w Szkole Podchorążych Rezerwy Artylerii we Włodzimierzu Wołyńskim, a następnie do 31 sierpnia 1934 w Szkole Podchorążych Rezerwy Lotnictwa w Dęblinie, po jej ukończeniu awansowany na stopień kaprala podchorążego, przydzielony do 3 Pułku Lotniczego.
Od  17 września 1934 w rezerwie, jako oficer techniczny eskadry uczestniczył w ćwiczeniach rezerwy w październiku i listopadzie 1937 oraz w sierpniu i wrześniu 1938. Awansowany na stopień podporucznika 1 stycznia 1936. Pracował jako referent techniczny przy próbach silników w Instytucie Badań Technicznych Lotnictwa.
W kampanii wrześniowej 1939 zmobilizowany do swojego Instytutu, ewakuowany wraz z Instytutem 17 września, przekroczył granicę polsko-rumuńską, internowany w obozie cywilnym w Horlau (Rumunia). Od 3 do 29 października w Bukareszcie, następnie przez Jugosławię i Grecję dotarł do Marsylii (Francja). Od 22 listopada w  Polskich Sił Powietrznych we Francji, przydzielony do bazy lotniczej w Le Bourget.
Po upadku Francji od czerwca 1940 w Wielkiej Brytanii, wstąpił do Polskich Sił Powietrznych pod dowództwem brytyjskim, do 6  stycznia 1941 przydzielony jako adiutant komendanta bazy PSP w Blackpool. Awansowany na stopień porucznika, ze starszeństwem od 1 marca 1941. Do 5 listopada 1942 przydzielony jako oficer ds. technicznych w Polskiej Szkole Pilotażu w Hucknall, następnie do 14 kwietnia 1943 jako oficer prób silników amerykańskich po ich naprawie (na hamowni) w 24 Maintenance Unit w Tern Hill.
Zgłosił się do służby w kraju. Przeszkolony ze specjalnością w dywersji i lotnictwie na kursach specjalnych dla kandydatów na cichociemnych, m.in.  dywersyjno-strzeleckim (STS 25, Inverlochy), podstaw wywiadu (STS 34, Bealieu), spadochronowym (STS 51, Ringway), odprawowym (STS 43, Audley End), i in. Zaprzysiężony na rotę ZWZ/AK 15 grudnia 1943 w Chicheley przez szefa Oddziału VI (Specjalnego) Sztabu Naczelnego Wodza Awansowany na stopień kapitana 28 kwietnia 1944.
Skoczył ze spadochronem do okupowanej Polski w nocy 27/28 kwietnia 1944 w sezonie operacyjnym „Riposta”, w operacji lotniczej  „Weller 21”, z samolotu Liberator EV-978 „R” (1586 Eskadra PAF), na placówkę odbiorczą „Koza” 420 (kryptonim polski, brytyjskie oznaczenie numerowe pinpoints), w okolicach miejscowości Bychawka, Bystrzyca, 18 km od Lublina. Razem z nim skoczyli: płk. Jan Biały ps. Kadłub, mjr Jerzy Iszkowski ps. Orczyk, mjr Bronisław Lewkowicz ps. Kurs. Zrzut przyjął oddział partyzancki ppor. Aleksandra Sarkisowa ps. Szaruga oraz oddział Batalionów Chłopskich z placówki terenowej Bychawka.
Po skoku aklimatyzacja do realiów okupacyjnych w Warszawie, od 26 maja przydzielony do Wydziału Lotnictwa Oddziału III KG AK, jako oficer nadzoru technicznego Bazy Lotniczej „Okęcie”.  Dodatkowo był oficerem ds. zleceń komendanta bazy płka Jana Białego. Od kwietnia 1944 był dowódcą IV kompanii „Jur”.
W Powstaniu Warszawskim od 1 sierpnia 1944 początkowo jako zastępca dowódcy odcinka „B”, kpt. Jerzego Marcinkowskiego ps. Jur –  ul. Wspólna od Emilii Plater do Marszałkowskiej oraz ul. Hoża (po stronie parzystej) od Marszałkowskiej do ul. Emilii Plater. Od 28 sierpnia zastępca dowódcy 2 kompanii lotniczej „Jura”  Batalionu „Zaremba” – „Piorun”.
Po kapitulacji powstania w niewoli niemieckiej, osadzony w stalagu 344 Lamsdorf, następnie w oflagu VII-A Murnau w Bawarii. Oswobodzony z obozu przez wojska amerykańskie 29 kwietnia 1945.
25 czerwca 1945 zameldował się w Oddziale VI (Specjalnym), od 25 lipca ponownie w PSP, przydzielony do bazy lotniczej w Hucknall. Od 11 listopada 1946 w PKPR. Po demobilizacji pozostał na emigracji, w 1948 wyemigrował z rodziną do Kanady, a następnie do USA. W 1960 uzyskał obywatelstwo Stanów Zjednoczonych. Mieszkał w Casper Wyoming, a od roku 2008 w Sun City West w Arizonie. Zmarł tam 9 czerwca 2014. Został pochowany 29 września 2015 na cmentarzu Bródnowskim w Warszawie (kwatera  18D-6-12).

## Awanse
- kapral podchorąży – 31 sierpnia 1934
- podporucznik – ze starszeństwem od 1 stycznia 1936 i 74. lokatą w korpusie oficerów rezerwy aeronautyki, grupa liniowa[7].
- porucznik – ze starszeństwem od 1 marca 1941.
- kapitan techn. lotn. – 28 kwietnia 1944

## Odznaczenia
- Krzyż Walecznych – czterokrotnie
- Srebrny Krzyż Zasługi z Mieczami – 29 września 1944
- Medal Wojska
- Medal Lotniczy – trzykrotnie
- Srebrny Krzyż Zasługi
- Air Crew Europe Star (Wielka Brytania).

## Życie rodzinne
Był synem Franciszka i Bronisławy z domu Gustowskiej. Przed wybuchem wojny zawarł związek małżeński ze Stanisławą Latkowską, mieli syna Andrzeja Franciszka (ur. 1938).

## Upamiętnienie
27 kwietnia 2022, podczas uroczystej sesji, Rada Miasta Ząbki nadała rondu przy ul. Orlej w Ząbkach imię kapitana Cichociemnego Edmunda Marynowskiego.